# Чипирование животных

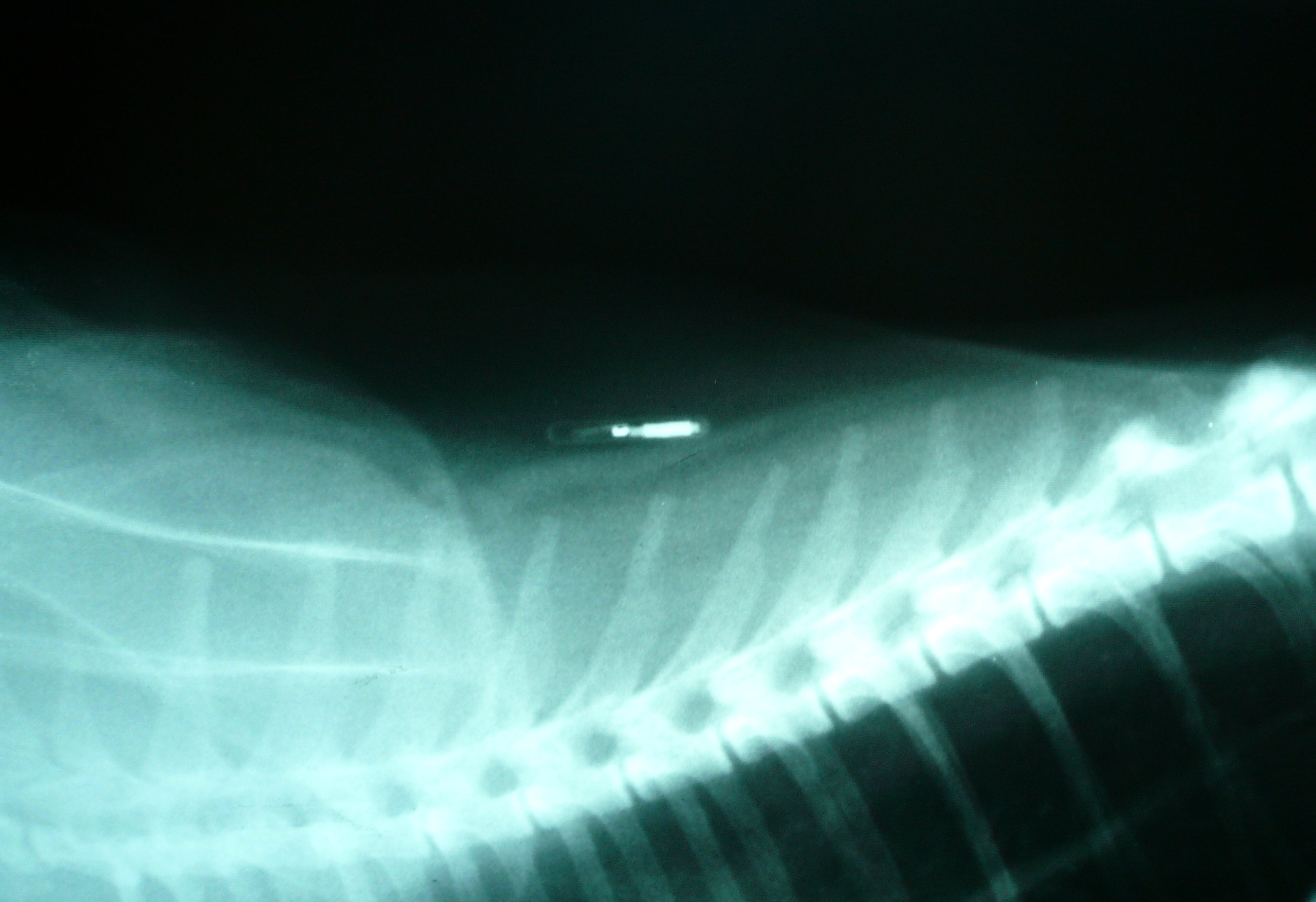
Рентгенограмма кошки с микрочипом

Чипирование животных — процесс внедрения под кожу животных интегральной схемы для присвоения им уникального номера в целях радиочастотной идентификации.

## История разработки
В современном виде системы РЧИ появились в начале 1980-х и с тех пор нашли своё применение в целом ряде отраслей промышленности: в сфере логистики для маркировки поддонов и контейнеров, в автомобильной промышленности для идентификации автотранспортных средств и др. РЧИ широко применяется в производстве, повсеместно используется для контроля доступа, в защите товаров от краж, в смарт-картах и даже в идентификации персонала. В Дании микрочипы применяют в парках развлечений для того, чтобы не дать потеряться маленьким детям.
Технология, наиболее близкая к данной — система распознавания «свой-чужой» IFF (Identification Friend or Foe), изобретённая Исследовательской лабораторией ВМС США в 1937 году. Она активно применялась союзниками во время Второй мировой войны, чтобы определить: своим или чужим является объект в небе. Подобные системы до сих пор используются как в военной, так и в гражданской авиации.
Электронное мечение животных является одним из основных применений РЧИ. Впервые технология по электронной идентификации животных была разработана компанией Texas Instruments по заказу Голландии в 1989 году. С тех пор, по некоторым оценкам, было вживлено 20 миллионов микрочипов в головы скота. В 2004 году продажи радиочастотных меток для животных составили около 37 млн долларов, а прогнозируемый темп роста рынка в течение ближайших четырёх лет составит 30 %. РЧИ также широко применяется для маркировки домашних и экзотических животных.

## Принципы работы
Прежде всего, рассмотрим основные принципы радиочастотной идентификации. Система электронного мечения состоит из трёх частей:
- Микрочип;
- Сканирующее устройство (сканер);
- База данных.

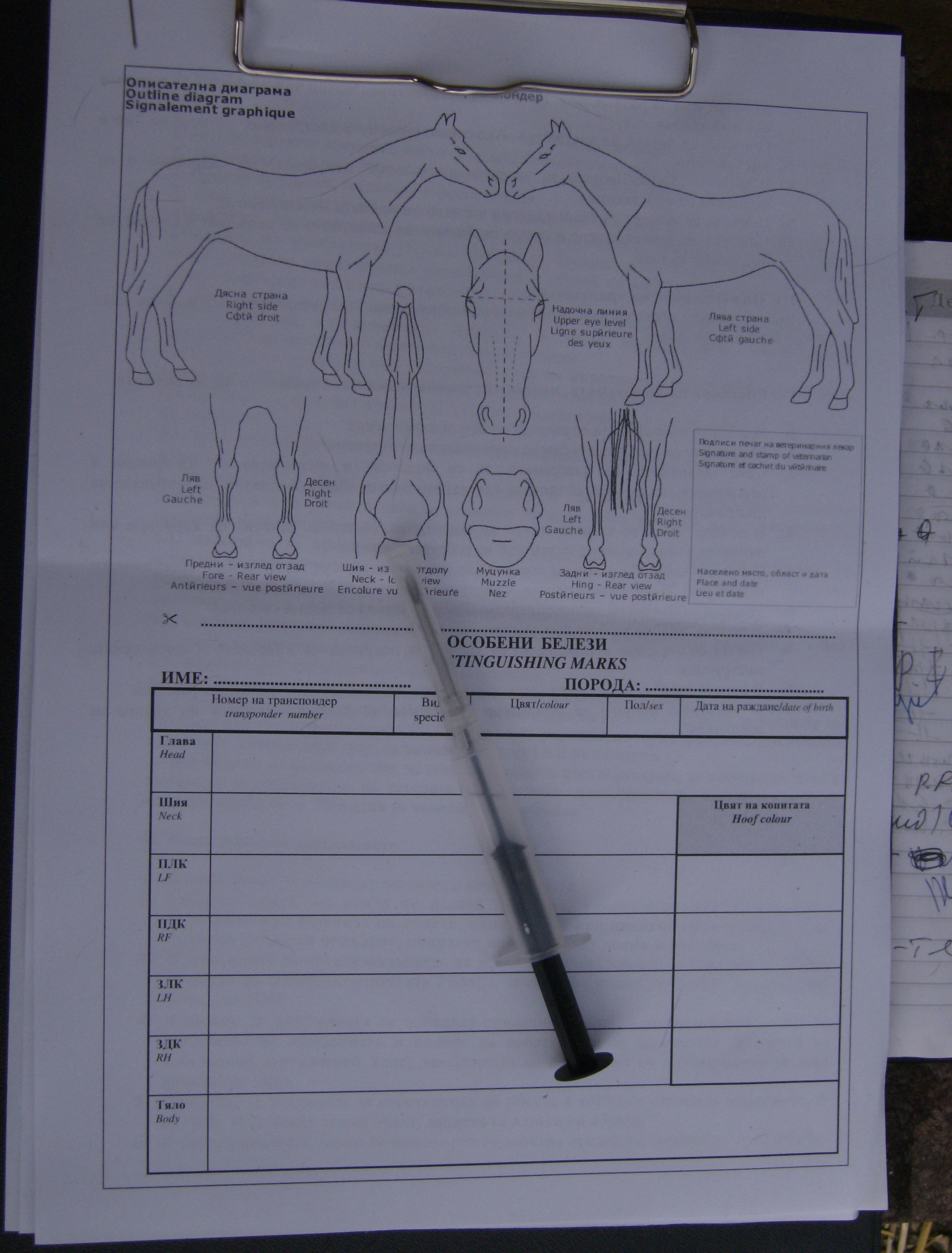
Микрочип

Микрочип, выполненный в виде микросхемы и имеющий в своём составе приёмник, передатчик и блок памяти для хранения кода, находится в стеклянной или керамической оболочке вместе с многовитковой антенной. Размеры капсулы микрочипа обычно невелики.

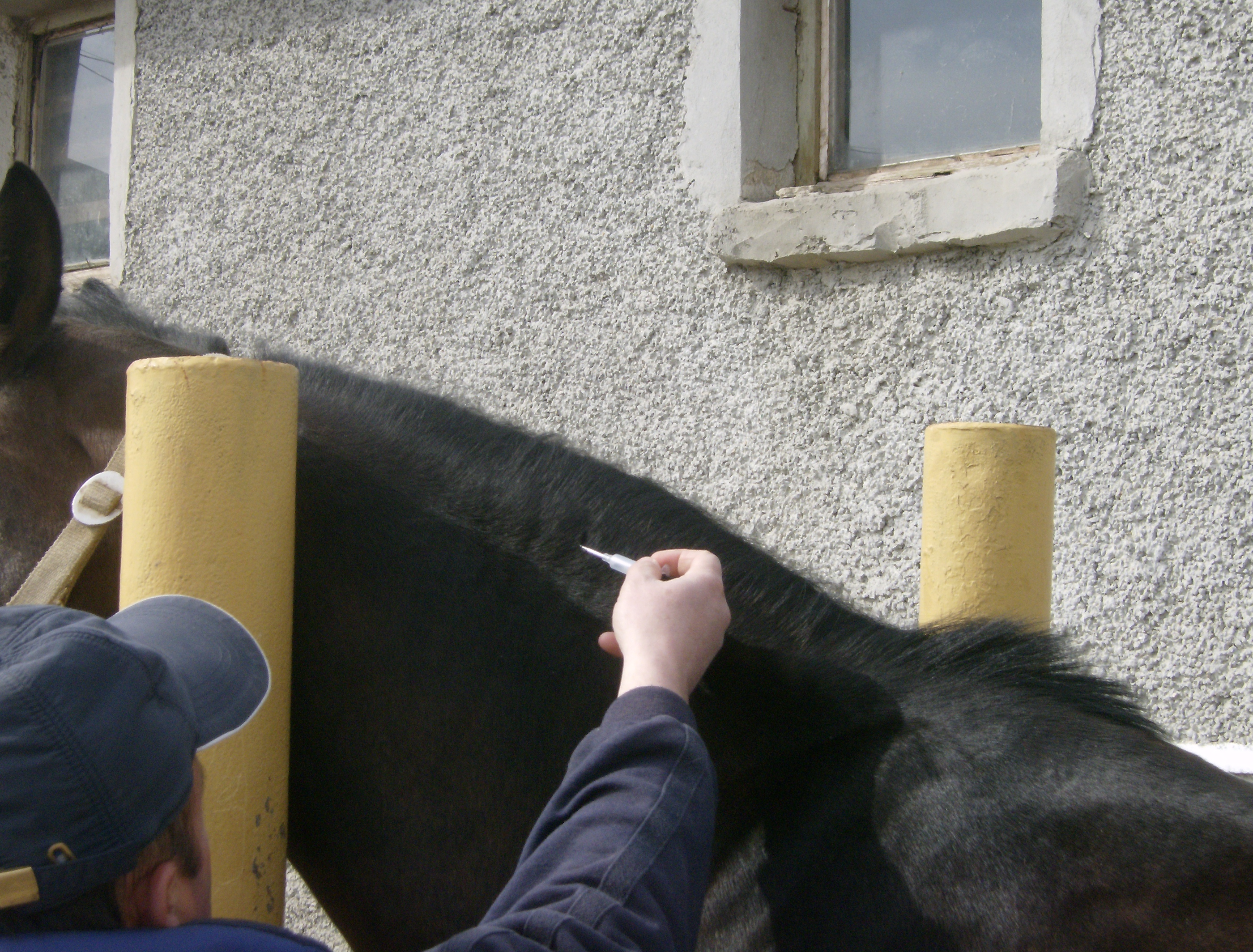
Чипирование лошади

Электронные бирки, называемые «пассивными», не имеют батареи питания. Обычно данные виды микрочипов работают на частотах 125 или 134.2 кГц. Существуют и «активные» микрочипы, которые содержат источник питания, однако для идентификации животных они применяются реже. В памяти микрочипа содержится код, состоящий из комбинации букв и цифр и позволяющий однозначно идентифицировать животное. Структура кода зависит от производителя системы идентификации. Например, структура кода может быть следующая:
643 0981 00000003.
где
643 — цифровой код страны (Россия);
0981 — код производителя чипа (0981 — номер производителя);
00000003 — индивидуальный код животного.
Этот код, занесённый в память микрочипа, является, по сути, «пожизненным паспортом» животного, так как информация не стирается и перепрограммировать такой код невозможно в силу того, что животным вживляются микрочипы типа «read only» (RO). В этом случае индивидуальный код животного программируется на предприятии производителя во избежание дублирования номеров и в силу технических причин. Для идентификации животных использование микрочипов типа «read only» (RO) является наиболее экономически эффективным и, вследствие этого, самым распространённым. В других отраслях могут использоваться микрочипы «write once, read many» (WORM) (код программируется предприятием, использующим электронную идентификацию, и в будущем не может быть изменён) и «read/write» (R/W) (информация программируется предприятием, использующим микрочипы, и может быть дополнена или изменена).
В зависимости от вида животного применяют различные способы введения микрочипа:
Для домашних животных — микрочип, заключённый в капсулу из биостекла (особый вид стекла, одним из свойств которого является совместимость с живыми тканями организма). Он вживляется животному подкожно или, некоторым животным, — внутримышечно, с помощью специального одноразового шприца, поставляемого производителем вместе с микрочипом.
Подобный способ подходит и для идентификации экзотических видов животных, а также активно используется в прогрессивных рыбных хозяйствах.
Для сельскохозяйственных животных существует несколько возможностей:
- Микрочип в капсуле из биосовместимого стекла, который отличается от микрочипа меньших размеров лишь величиной катушки индуктивности, что имеет практический смысл (увеличение расстояния считывания). Сравним: если для микрочипа для мелких домашних животных расстояние считывания составляет, в зависимости от типа сканера, 12—20 мм, то для микрочипа для сельскохозяйственных животных — до 45 мм. Принцип введения микрочипа в организм сельхозживотных аналогичен принципу для домашних животных. Такой способ идентификации применяется для крупного и мелкого рогатого скота (овец, коз) и свиней: микрочип вводится либо в основание уха (свиньям, овцам, козам), либо под щитообразный хрящ внутрь уха (крупному рогатому скоту), либо в брюшную полость (свиньям);
- «Болюс» — микрочип, заключённый в керамическую капсулу. При этом болюс с помощью имплантационного устройства помещается в отдел желудка животного — сетку. Этот способ подходит для крупного рогатого скота, а также овец и коз;
- Диск, содержащий микрочип и помещаемый между входной и полой частями любой бирки. Способ биркования достаточно широко применяется для идентификации животных, несмотря на такие недостатки, как относительная лёгкость снятия бирки и подмены животного. При использовании диска возможно его повторное применение. Этот способ может применяться для всех сельскохозяйственных видов животных.

Принцип передачи информации состоит в следующем: помещённое на достаточное расстояние сканирующее устройство (сканер) активизирует индукционную катушку с помощью электромагнитного сигнала, а катушка, в свою очередь, передаёт сканеру цифровой код. Код отображается на дисплее сканера и, в зависимости от типа сканера, либо заносится в память сканера и затем может быть передан на сервер, либо заносится в базу данных с дисплея сканера вручную.
Базы данных могут иметь различную форму в зависимости от направленности использования, однако в общем случае электронному коду ставится в соответствие дополнительная информация о животном. Фильтрацию данных затем можно проводить по различным параметрам. Например, если речь идёт о базе данных чипированных домашних животных, то можно отсортировать животных по виду (собака, кошка), дате идентификации и т. д. Более того, наличие подобной базы данных позволяет организации (в данном случае — клинике) систематизировать сведения о животных и вести электронный учётный журнал, содержащий не только протокол чипирования, но и историю болезни животного.
Очевидно[кому?], что при широком распространении электронных систем идентификации в мире логичным являлось учреждение международных баз данных чипированных животных. Как для мелких домашних животных, путешествующих с хозяевами за рубеж, так и для импортируемых и экспортируемых сельскохозяйственных животных наличие таких баз значительно облегчило бы проведение таможенных проверок, в том числе — наличия необходимых вакцинаций, подлинности документов и пр. На данный момент не существует единой международной базы данных, содержащей информацию обо всех чипированных животных. Одной из причин является то, что учредителями существующих баз данных являются компании-производители и дистрибьюторы определённых систем идентификации, а не организации по международному сотрудничеству или другие службы, которые бы обеспечивали объективность и полноту информации.

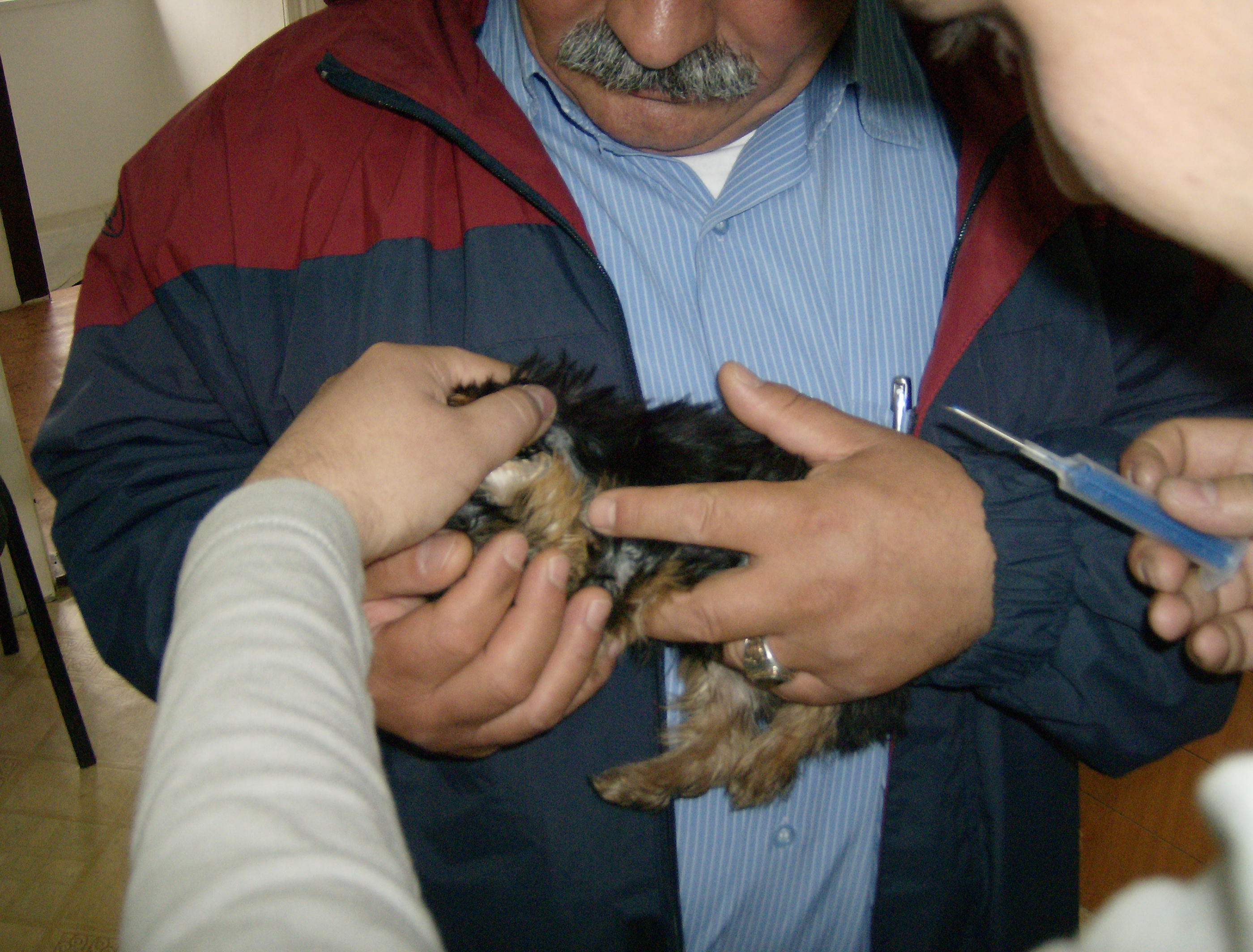
Чипирование собаки

## Достоинства и недостатки
РЧИ обладает серьёзными преимуществами по сравнению с традиционными методами идентификации. Так, как уже упоминалось выше, для сельскохозяйственных животных широко применяется метод биркования: на оба уха животного прикрепляется по бирке, которые содержат идентификационный номер животного. Для мелких домашних животных, в частности собак, применяется метод татуировки. От метода электронной идентификации традиционные методы отличает болезненность процедуры, недолговечность и ненадежность (бирка может быть снята, клеймо подделано или со временем стерто), затраты времени на идентификацию, а также вероятность ошибок при визуальной идентификации.

## Стандарты

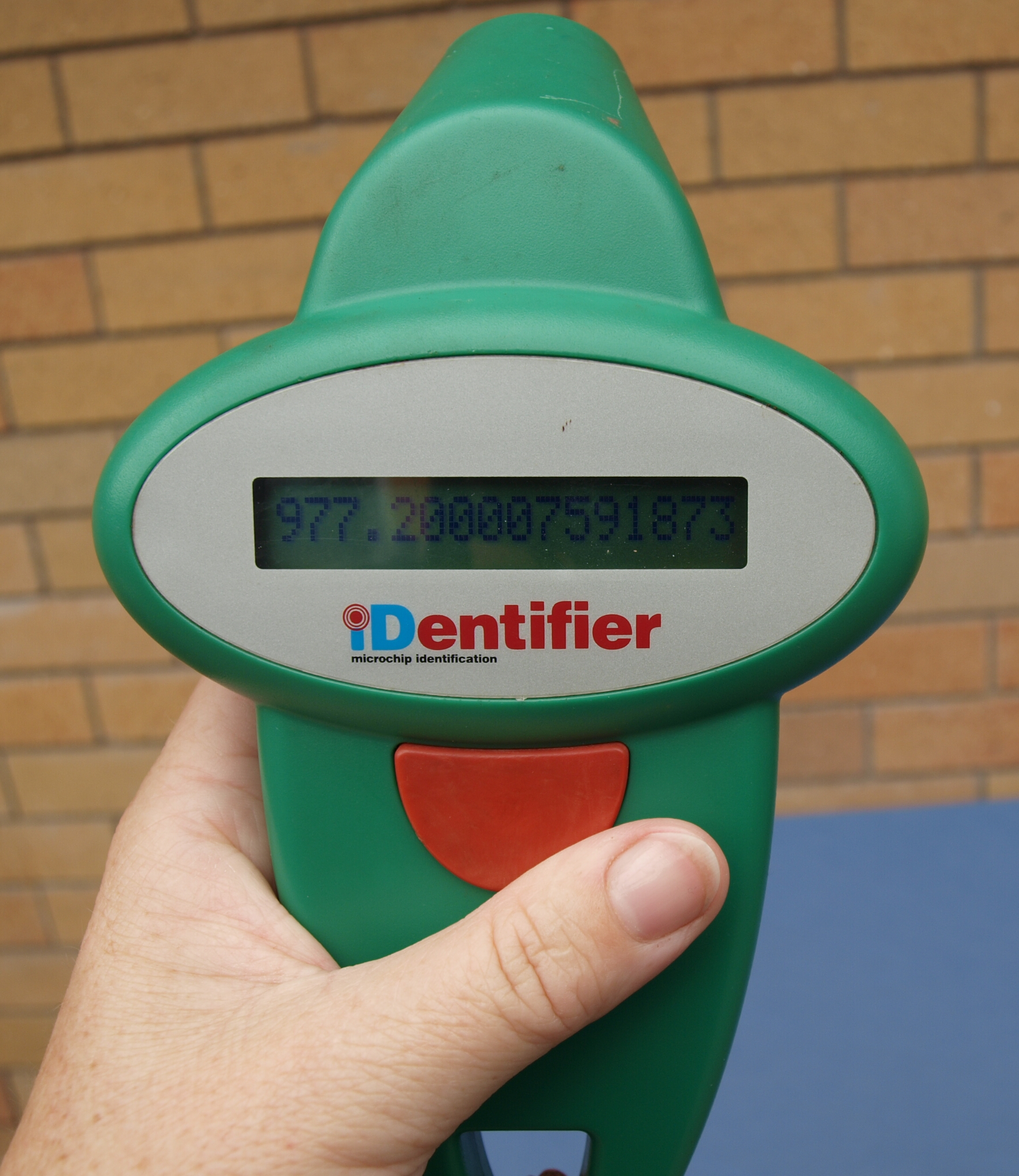
Сканер для считывания информации с микрочипа

С увеличением числа производителей систем электронной идентификации животных возникла проблема создания единого стандарта. На данный момент таких стандартов существует несколько:
«Открытый стандарт» Европейской ветеринарной ассоциации (FECAVA), которая предложила взять за образец стандарт, разработанный компанией Destron. Её протоколы и интерфейс были размещены в открытом доступе[где?], и таким образом любая компания может законно воспользоваться информационными материалами для производства микрочипов, ничем не отличающихся от микрочипов Destron. Таким способом воспользовалась, например, компания AVID, которая начала программирование кодов с противоположного конца номерного ряда. В какой-то момент номера компаний Destron и AVID начнут «налагаться» друг на друга, что создаст большую проблему, так как смысл идентификации состоит в том числе в обеспечении уникальности кода для каждого животного.
«Открытый стандарт» ISO (International Organization for Standardization), который разрабатывался в течение пяти лет крупнейшими компаниями-производителями электронных систем идентификации — «группой четырёх» (AEG, Datamars, Nedap и Trovan) и Texas Instruments. Он получил международное признание, и большинство компаний-производителей используют именно ISO 11784/85. Готовится к выходу новый, модернизированный стандарт, ISO 14223, в котором будут затрагиваться такие вопросы, как применение микрочипов типа «read/write» (R/W), новые уровни безопасности (второй уровень кодирования микрочипа), температурные датчики и пр. Действующий стандарт будет включен в ISO 11784/85.
Следует подчеркнуть, что пока ни один из стандартов не является обязательным, что создает проблему несовместимости различных систем идентификации друг с другом. Но, как упоминалось выше, большинство компаний, которые работают на международном рынке и стремятся к соответствию международным стандартам качества, используют стандарт ISO.
Своему широкому распространению во многих зарубежных странах электронная идентификация животных обязана в том числе существованию нормативно-правовой базы, включающей РЧИ в статью обязательных процедур регистрации животного. Так, для домашних животных, а также лошадей такие законы существуют в Австрии, Бельгии, Германии, Греции, Венгрии, Италии, Ирландии, Израиле, Нидерландах, Норвегии, Польше, Швейцарии, Австралии, Гонконге, Малайзии и других странах. Во многих случаях формулировка законов допускает применение татуировки как альтернативного способа идентификации.
Помимо местных, были также приняты международные законы, регулирующие перемещение животных между странами. В частности, одним из таких документов стал Регламент Европейского Парламента № 998/2003 (вступивший в силу в 2003 году и применяемый с 3 июля 2004 года), определивший, что домашние животные (собаки, кошки и хорьки), путешествующие через границы Европейского союза, должны быть идентифицированы микрочипом или отчетливым клеймом; при этом переходный период для использования клейма должен был составить 8 лет (с 2003 по 2011 год), по истечении которых единственным идентификатором стал микрочип.

## Электронная система идентификации в России
В настоящее время производством RFID-микрочипов для различных отраслей занимаются ряд компаний.
На данный момент в России существует несколько баз данных чипированных животных:
- Все Звери
- AnimalFace
- Animal ID
- FreeChip
- Мой Зверь

Такие локальные базы данных существуют и в других странах, например, Tracer на Украине.
Единая система идентификации поголовья КРС вводится в России с 2021 года. В 21 регионе РФ процесс завершен: каждому животному присвоен уникальный идентификационный номер, зарегистрированный в федеральной информационной системе. Он нанесен на бирку или электронный чип.